# Ferrovia Lewes-Seaford
La ferrovia Lewes-Seaford (in inglese Seaford branch line) è una linea ferroviaria secondaria britannica che collega Lewes a Seaford, entrambe nell'East Sussex.

## Storia
Progettata dall'ingegnere capo della società London, Brighton and South Coast Railway, Frederick Banister, la prima sezione della linea fu aperta nel 1847 per favorire il trasporto di merci da e verso Newhaven. La linea fu prolungata nel 1864 per servire la città di villeggiatura di Seaford.

La linea fu elettrificata (terza rotaia a 750 V CC) dalla Southern Railway nel 1935.
Un tempo vi erano ampi binari di raccordo presso i Newhaven Docks e persino un ponte ferroviario girevole sul fiume Ouse per collegarsi all'altra sponda. Oggi questi sono stati rimossi o abbandonati, così come la defunta stazione di Newhaven Marine, che è stata recintata e chiusa al pubblico: un tempo stazione fiorente che serviva i traghetti da e per la Francia, la poca distanza dalla stazione di Newhaven Harbour e la cessazione dei traghetti invernali ne hanno imposto la chiusura.
La linea tra Newhaven Harbour e Seaford fu ridotta a binario unico per risparmiare sui costi nel 1975.

## Caratteristiche

### Armamento e tipo di trazione
La linea adotta lo scartamento ordinario di 1435 mm. La trazione è elettrica a 750 V in corrente continua mediante terza rotaia.
Tra la diramazione per Newhaven Marine e il capolinea di Seaford, la linea diventa a binario semplice: si tratta di una delle poche linee a binario semplice e con alimentazione a terza rotaia del Regno Unito.

### Percorso
| Unknown route-map component "d" | + Unknown route-map component "vCONTg-" |  |

| Unknown route-map component "d" | + Unknown route-map component "vSTR-STR+l" | + Unknown route-map component "CONTfq" |

| Unknown route-map component "d" | + Unknown route-map component "vBHF" |  |

| Unknown route-map component "d" | + Unknown route-map component "xvÜSTr" |  |

| Unknown route-map component "d" | + Unknown route-map component "veABZglo-exSTR" | + Unknown route-map component "exCONTf@Fq" |

| Unknown route-map component "d" | + Unknown route-map component "xv-SHI2g+r" |  |

| Unknown route-map component "hbKRZWae" |

| Unknown route-map component "SKRZ-G2u" |

|  | Unknown route-map component "ABZgl" | Unknown route-map component "CONTfq" |

| Stop on track |

| Unknown route-map component "exKDSTaq" | Unknown route-map component "eABZg+r" |  |

| Unknown route-map component "SKRZ-G2BUE" |

| Stop on track |

|  | Stop on track | Unknown route-map component "FERRY" |

| Unknown route-map component "SKRZ-G2+eBUE" |

| Unknown route-map component "CONTgq" | Unknown route-map component "ABZgr" |  |

| Unknown route-map component "SKRZ-G2BUE" |

| Unknown route-map component "eHST" |

| Unknown route-map component "exKBSTaq" | Unknown route-map component "eABZgr" |  |

| Stop on track |

| End station |

| Continuation backward |

|  | Stop on track | Unknown route-map component "FERRY" |

|  | Unknown route-map component "ABZgl" | Unknown route-map component "CONTfq" |

| Unknown route-map component "eHST" |

| Non-passenger end stop |

La linea si dipana dalla ferrovia Brighton-Hastings all'altezza del bivio di Southerham.
La prima stazione della linea è Southease, che serve il villaggio omonimo e ha anche collegamenti con il sentiero delle South Downs.
La linea prosegue poi costeggiando il fiume Ouse fino a Newhaven Town, la stazione che serve il centro di Newhaven; rispetto alla stazione, il centro della cittadina si trova al di là di un ponte girevole sul vicino fiume.
La stazione successiva, Newhaven Harbour, non serve più i traghetti per la Francia.
Subito dopo la stazione di Newhaven Harbour, la linea si dirama in due rami: una piccola diramazione si dipana verso Newhaven Marine, che è stata chiusa ai passeggeri dall'agosto 2006 ma è rimasta legalmente rimasta aperta fino all'ottobre 2020.
Originariamente costruita per collegarsi ai traghetti che attraversano la Manica, questa breve diramazione è ora chiusa ai passeggeri, ma occasionalmente i treni merci utilizzano ancora i binari di raccordo, così come un piccolo numero di treni passeggeri che terminano a Newhaven Harbour utilizzano la diramazione per invertire la rotta.
Nell'altra diramazione, invece, superata la fermata chiusa di Bishopstone Beach Halt e superato un passaggio pedonale che offre accesso al villaggio abbandonato di Tide Mills, la linea si raddrizza e fa scalo in altre due stazioni, ossia Bishopstone (che serve il villaggio omonimo e l'estremità occidentale di Seaford) e Seaford (capolinea della linea, che serve il centro della cittadina).

## Traffico
I servizi ferroviari lungo la linea sono gestiti da Southern.
Il normale servizio ferroviario negli orari di morbida sulla linea è di due treni all'ora tra Brighton e Seaford con fermate a London Road, Moulsecoomb, Falmer, Lewes, Southease (solo un treno all'ora), Newhaven Town, Newhaven Harbour (solo un treno all'ora), Bishopstone e Seaford.